# Железничка станица Сакураба
Железничка станица Сакураба (桜庭駅 Sakuraba-eki) је напуштена железничка станица у Јапану на Хокаиду на линији Румој, оператера Хокаидо железница.

## Линија
- Хокаидо железница
  - ■ Главна линија Румој

## Суседне станице
| «                   | «                   | Сервис              | »                   | »                   |
| Главна линија Румој | Главна линија Румој | Главна линија Румој | Главна линија Румој | Главна линија Румој |
| ------------------- | ------------------- | ------------------- | ------------------- | ------------------- |
| Хоронука            | Хоронука            | затворена           | Фуџијама            | Фуџијама            |